# توبولسک ۱۳۱۲۵
سیارک ۱۳۱۲۵ (به انگلیسی: 13125 Tobolsk، نامگذاری:1994PK5) سیزده هزار و صد و بیست و پنجمین سیارک کشف شده‌است که در ۱۰ اوت ۱۹۹۴ کشف شد.
قدر مطلق سیارک برابر ۲۹.۵ است.